# Дизи-ле-Гро
Дизи́-ле-Гро (фр. Dizy-le-Gros) — коммуна во Франции, находится в регионе Пикардия. Департамент коммуны — Эна. Входит в состав кантона Вервен. Округ коммуны — Вервен.
Код INSEE коммуны — 02264.

## Население
Население коммуны на 2010 год составляло 790 человек.
| 1962 | 1968 | 1975 | 1982 | 1990 | 1999 | 2010 |
| ---- | ---- | ---- | ---- | ---- | ---- | ---- |
| 1057 | 1032 | 854  | 829  | 762  | 755  | 790  |

## Экономика
В 2010 году среди 489 человек трудоспособного возраста (15—64 лет) 330 были экономически активными, 159 — неактивными (показатель активности — 67,5 %, в 1999 году было 67,9 %). Из 330 активных жителей работали 285 человек (171 мужчина и 114 женщин), безработных было 45 (20 мужчин и 25 женщин). Среди 159 неактивных 39 человек были учениками или студентами, 57 — пенсионерами, 63 были неактивными по другим причинам.